# Erythrops microps
Erythrops microps är en kräftdjursart som först beskrevs av Georg Ossian Sars 1864.  Erythrops microps ingår i släktet Erythrops och familjen Mysidae. Arten är reproducerande i Sverige. Inga underarter finns listade i Catalogue of Life.